# Plåttorpesjön (Misterhults socken, Småland, 636987-154030)
Plåttorpesjön är en sjö i Oskarshamns kommun i Småland och ingår i Marströmmens huvudavrinningsområde. Sjön har en area på 0,0823 kvadratkilometer och ligger 16,4 meter över havet. Sjön avvattnas av vattendraget Plåttorpebäcken.

## Delavrinningsområde
Plåttorpesjön ingår i det delavrinningsområde (636962-153852) som SMHI kallar för Mynnar i Marströmmen. Medelhöjden är 42 meter över havet och ytan är 45,88 kvadratkilometer. Det finns ett avrinningsområde uppströms, och räknas det in blir den ackumulerade arean 62,4 kvadratkilometer. Plåttorpebäcken som avvattnar avrinningsområdet har biflödesordning 2, vilket innebär att vattnet flödar genom totalt 2 vattendrag innan det når havet efter 15 kilometer. Avrinningsområdet består mestadels av skog (83 procent). Avrinningsområdet har 0,39 kvadratkilometer vattenytor vilket ger det en sjöprocent på 0,8 procent.